# Paederota
Paederota es un género  de plantas de flores perteneciente a la familia Scrophulariaceae.

## Taxonomía
El género fue descrito por Carlos Linneo   y publicado en Opera Varia 200. 1758. La especie tipo es: Paederota bonarota

## Especies seleccionadas
- Paederota ageria
- Paederota amherstiana
- Paederota angustifolia
- Paederota axillaris
- Paederota bonarota